# Krakelingenstoet

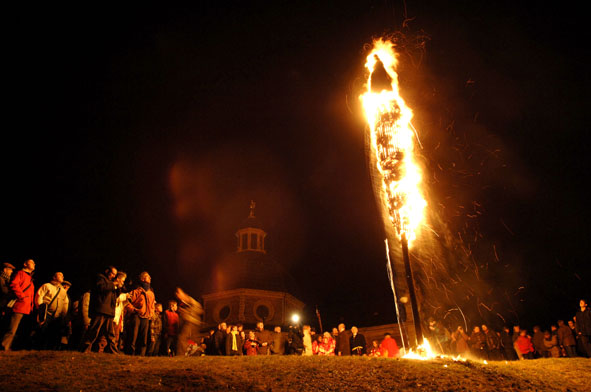
Tonnekensbrand na de Krakelingenstoet

De Krakelingenstoet is een historische stoet die jaarlijks plaatsvindt in Geraardsbergen. De stoet met reuzen en honderden figuranten die de geschiedenis van Geraardsbergen uitbeelden, wordt gevolgd door de krakelingenworp op de top van de Oudenberg. Traditioneel dronken de pastoor en de lokale bestuursleden daar visjes. Ze gooien duizenden krakelingen (ronde broodjes met een gat in) naar het publiek. De ronde krakelingen staan symbool voor de vier seizoen die net als een cirkel altijd terugkeren. Eén van de krakelingen bevat een papiertje dat recht geeft op een gouden krakelingenjuweel.
De dag wordt afgesloten met de Tonnekensbrand, een vreugdevuur dat symbolisch de lente inluidt.